# Otto (Vorname)
Otto ist ein männlicher Vorname, der von vielen weltlichen und kirchlichen Herrschern getragen wurde. Er kommt auch als Familienname vor.

## Bedeutung
Der Name ist ursprünglich eine Kurzform von Namen, die mit althochdeutsch ot „Besitz, Erbe“ beginnen, wie zum Beispiel Otfried, Ottokar. Schon im Frühmittelalter hat sich der Name verselbständigt, ebenso wie Bodo, Hugo und andere Namenskurzformen. Die Bezeichnung Ottonen für ein deutsches Herrschergeschlecht leitet sich aus dem Namen des ersten Kaisers aus diesem Geschlecht, Otto I., ab.
Der Ausdruck „Otto Normalverbraucher“ für den typischen deutschen Durchschnittskonsumenten geht auf die Berliner Ballade von 1948 zurück, einen Spielfilm von Robert Adolf Stemmle, in dem Gert Fröbe in der Hauptrolle „Otto Normalverbraucher“ war.
Das Wort Otto ist ein Palindrom, das heißt, es kann von hinten und von vorn gelesen werden.

## Verbreitung
Vom Ende des neunzehnten Jahrhunderts bis Mitte der 1910er Jahre gehörte der Name Otto zu den zehn beliebtesten Jungenvornamen. Dann sank seine Popularität allmählich ab, von den 1940er Jahren an sogar sehr deutlich. Seit Ende der 1950er wird er kaum noch vergeben.

## Varianten
Udo, Odo, Otello, Othello, Otfrid, Otfried, Ottfried, Ottilie (weiblich), Othmar, Ottmar, Ottomar, Othon, Ottone, Ute (weiblich)
Der Name Ulrich und seine Varianten haben die gleiche Wurzel, aus Udal-.
Unter den abgeleiteten Familiennamen finden sich:
- vor allem in Oberbayern und Tirol als volkstümliche Variante der Verniedlichungsform des altdeutschen Kaisernamens: Öttl,  Oettl, Ottl, Öttel, Ottel oder Oettel.

## Namenstag
30. Juni (Otto von Bamberg)

## Namensträger
→ Liste der Herrscher namens Otto

### Politiker
- Otto von Bismarck (1815–1898), Reichskanzler des Deutschen Reiches
- Otto Steinmann (1831–1894), preußischer Regierungspräsident, Reichstagsabgeordneter
- Otto Löwenstein (1833–1909), deutscher Jurist und Politiker
- Otto Wels (1873–1939), deutscher Politiker (SPD)
- Otto Carl Mohr (1883–1970), dänischer Jurist und Diplomat
- Otto Grotewohl (1894–1964), deutscher Politiker, Ministerpräsident der DDR
- Otto Lenz (1903–1957), deutscher Politiker (CDU), Chef des Bundeskanzleramtes (1951–1953)
- Otto von Habsburg (1912–2011), deutscher Politiker (CSU) und Sohn des letzten Kaisers Österreichs
- Otto Graf Lambsdorff (1926–2009), Bundesminister der BRD für Wirtschaft (1977–1984)
- Otto Orth (1826–1903), deutscher Jurist, Richter und Politiker
- Otto Stich (1927–2012), Schweizer Politiker (SP), Mitglied des Bundesrates (1984–1995)
- Otto Schily (* 1932), deutscher Bundesminister des Innern (1998–2005)
- Otto Wiesheu (* 1944), deutscher Politiker (CSU)
- Otto Fricke (* 1965), deutscher Politiker (FDP)

### Künstler
- Otto Wagner (1841–1918), österreichischer Architekt und Stadtplaner
- Otto Modersohn (1865–1943), deutscher Maler
- Otto Kronburger (1889–1945), deutscher Schauspieler
- Otto Lins-Morstadt (1889–1962), deutscher Stummfilmregisseur und Schauspieler
- Otto Schulhof (1889–1958), österreichischer Pianist, Komponist und Hochschullehrer
- Otto Dix (1891–1969), deutscher Maler und Graphiker
- Otto Eckert (1898–1980), deutscher Maler
- Otto Lüthje (1902–1977), deutscher Schauspieler, Hörspielsprecher und -regisseur
- Otto Münch (1885–1965), Schweizer Stuckateur, Bildhauer und Bronzeplastiker
- Otto Stenzel (1903–1989), deutscher Filmkomponist und Bandleader
- Otto Sonnleitner (1906–1985), deutscher Bildhauer
- Otto Sander (1941–2013), deutscher Schauspieler, Hörspiel- und Synchronsprecher
- Otto Waalkes (* 1948), deutscher Komiker
- Otto Gardner (* um 1950), US-amerikanischer Jazzmusiker
- Otto Kern (1950–2017), deutscher Designer

### Wissenschaftler
- Otto von Guericke (1602–1686), Begründer der Vakuumtechnik und Bürgermeister von Magdeburg
- Otto von Reinsberg (1823–1876), deutscher Historiker, Sprach- und Kulturwissenschaftler
- Otto Lilienthal (1848–1896), deutscher Pionier der Luftfahrt
- Otto Körner (1858–1935), deutscher Arzt, Medizinhistoriker und Hochschullehrer
- Otto Lentz (1873–1952),  deutscher Hygieniker und Bakteriologe, Direktor des Robert-Koch-Instituts
- Otto Oppermann (1873–1946), deutsch-niederländischer Historiker, Hochschullehrer
- Otto Marburg (1874–1948), österreichischer Neurologe und Hochschullehrer
- Otto Diels (1876–1954), deutscher Chemiker, Nobelpreisträger
- Otto Barsch (1879–1946), deutscher Geologe und Geophysiker
- Otto Hahn (1879–1968), deutscher Pionier der Radiochemie
- Otto Lous Mohr (1886–1967), norwegischer Genetiker, Hochschulrektor und Politiker
- Otto Löwenstein (1889–1965), deutsch-US-amerikanischer Psychiater und Hochschullehrer
- Otto Löwenstein (1906–1999), deutsch-britischer Zoologe und Hochschullehrer
- Otto Königsberger (1908–1999), deutsch-britischer Architekt, Städteplaner und Hochschullehrer
- Otto Mohr (1908–1981), deutscher Elektroingenieur und Hochschullehrer
- Otto Mühl (1911–2006), deutscher Jurist, Richter am Bundesverwaltungsgericht und Hochschullehrer
- Otto Oberholzer (1919–1986), Schweizer Skandinavist und Hochschullehrer
- Otto Rosenheim (1871–1955), deutsch-englischer Biochemiker, Hochschullehrer
- Otto Stein (1893–1942), tschechischer Indologe und Opfer des Holocaust

### Sportler
- Otto Salzer (1874–1944), deutscher Mechaniker und Automobilrennfahrer
- Otto Hieronimus (1879–1922), deutsch-österreichischer Automobilkonstrukteur und -rennfahrer
- Otto Roehm (1882–1958), kanadisch-US-amerikanischer Ringer
- Otto Krappan (1886–1942), ungarischer Fußballspieler und ‑trainer
- Otto Löhr (1900–1989), deutscher Automobilrennfahrer
- Otto Siffling (1912–1939), deutscher Fußballspieler
- Otto Schanz (* unbekannt; † 1934), deutscher Motorradrennfahrer
- Otto Rehhagel (* 1938), deutscher Fußballspieler und -trainer
- Otto Garhofer (* 1942), deutscher Fußballspieler
- Otto Porter (* 1993), US-amerikanischer Basketballspieler

### Kleriker
- Otto I. (Sachsen) (877–912), Laienabt von Hersfeld
- Otto von Bamberg (um 1060–1139), heiliggesprochener Bischof von Bamberg
- Otto von Riedenburg († 1089), Bischof von Regensburg
- Otto von Freising (um 1112–1158), Bischof von Freising und Geschichtsschreiber
- Otto I. (Gurk) († 1214), als Otto I. erwählter Bischof von Gurk
- Otto (Abt von St. Blasien) († 1223), von 1222 bis 1223 Abt im Kloster St. Blasien im Südschwarzwald
- Otto von Mehringen († 1261), Bischof von Brandenburg
- Otto von Altena († 1262), (Otto von der Mark, später Otto von Altena), Propst in Aachen und Maastricht
- Otto von Lonsdorf (um 1200–1265), Bischof von Passau
- Otto I. von Braunschweig-Lüneburg (1247–1279), Bischof von Hildesheim
- Otto II. von Woldenberg († 1331), Bischof von Hildesheim
- Otto Jäger († 1385), von 1349 bis 1385 Abt im Kloster Ebrach in Franken

### Unternehmer
- Otto Maier (1852–1925), deutscher Verleger von Büchern und Spielen
- Otto Straßburg (1862–1941), deutscher Textilkaufmann
- Otto Schwabach (1873–1944), deutscher Bauunternehmer und Verbandsfunktionär
- Otto Steinhoff (1873–1931), deutscher Maschinenbauingenieur und Eisenbahnunternehmer
- Otto Oppenheimer (1875–1951), deutscher Tuchgroßhändler
- Otto Röhm  (1876–1939), deutscher Chemiker, Erfinder und Unternehmer
- Otto Rosenthal (1881–1924), deutscher Chemiker und Unternehmer
- Otto Lang (1908–2006), österreichisch-US-amerikanischer Skiläufer, Filmproduzent und -regisseur
- Otto Röhm (1912–2004), deutscher Chemiker und Unternehmer
- Otto Kern (1914–2009), deutscher Textilunternehmer, Konsul und Verbandspräsident
- Otto Flimm (1929–2020), deutscher Unternehmer und Verbandspräsident
- Otto Lindner (1929–2020), deutscher Architekt und Unternehmer
- Otto Ineichen (1941–2012), Schweizer Unternehmer und Politiker (FDP)

### Kunstfiguren
- Otto Mann, Schulbusfahrer in der US-Zeichentrickserie Simpsons
- Otto, Androide in der US-Comicserie Captain Future (im englischsprachigen Original Otho genannt)
- Otto, bester Freund von Benjamin Blümchen
- Otto Hightower, Charakter aus House of the Dragon

## Belege
1. ↑  Statistik auf „Beliebte Vornamen“